# Idun
Ne doit pas être confondu avec la déesse Idunn.
Idun était un magazine suédois fondé par Frithiof Hellberg (sv) qui parut de 1887 à 1963. Il tirait son nom de Idunn, déesse Asyne de l’éternelle jeunesse dans la mythologie nordique.
En 1963, il fusionna avec Vecko-Journalen et l'hebdomadaire ainsi créé s'appela Idun-Veckojournalen jusqu'en 1980 où, à la suite d'une baisse des ventes, il prit le nom Månadsjournalen et devint mensuel.

## Idun

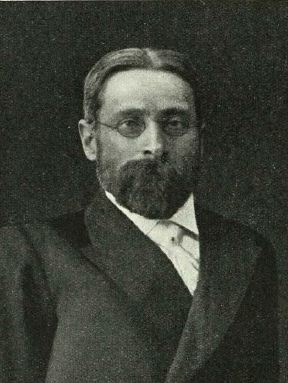
Frithiof Hellberg (sv), le fondateur d'Idun
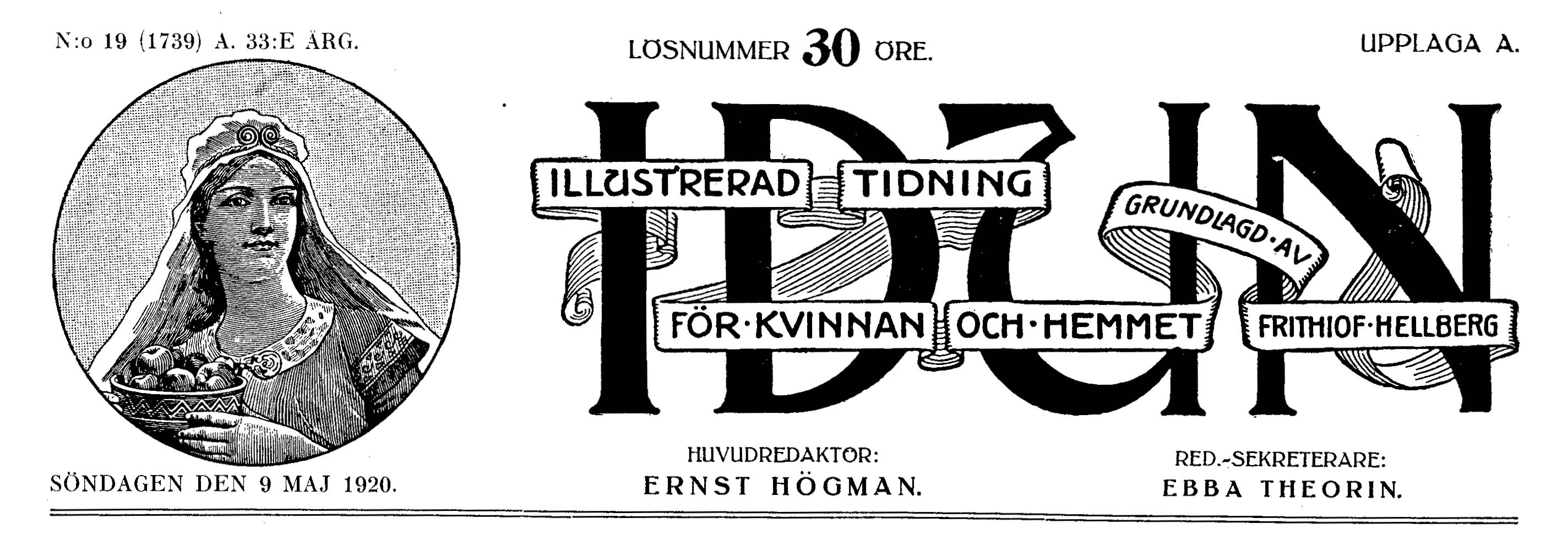
Manchette de 1920
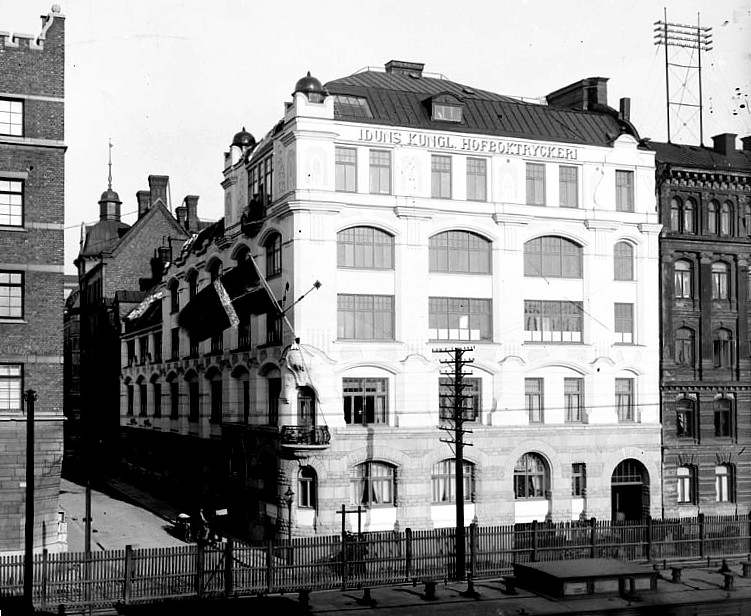
L'imprimerie Idun, fondée en 1893 par Frithiof Hellberg (sv)
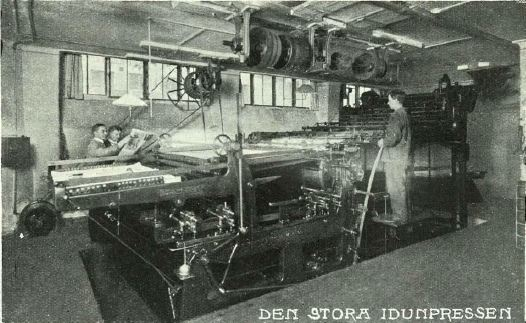
L'imprimerie Idun
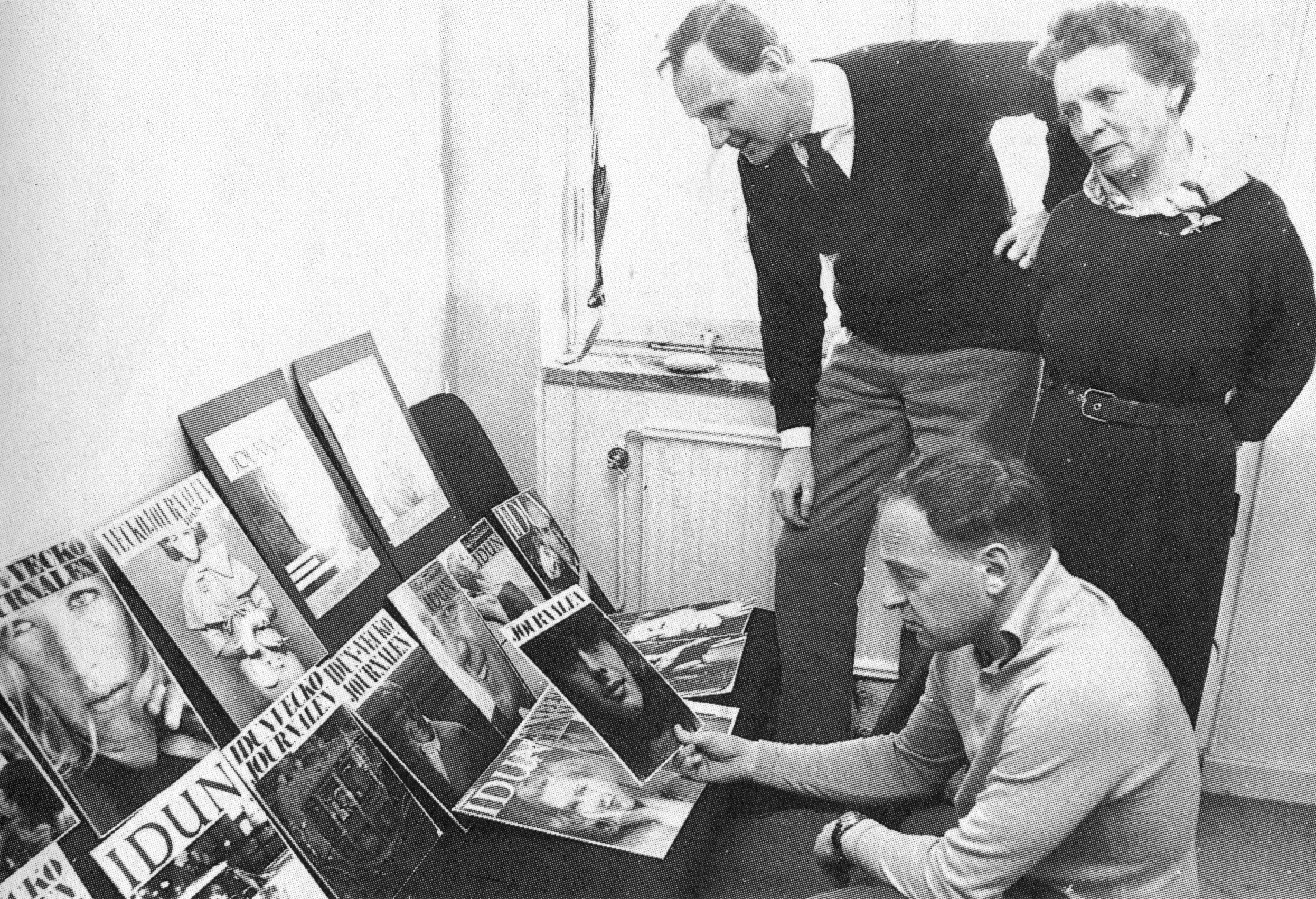
En 1963, lors de la fusion avec Vecko-Journalen. Sous le regard de Gustaf von Platen (sv) et de Eva Hökerberg (sv), Lukas Bonnier (en) étudie différentes propositions pour la page de couverture

## Dessins d'actualité

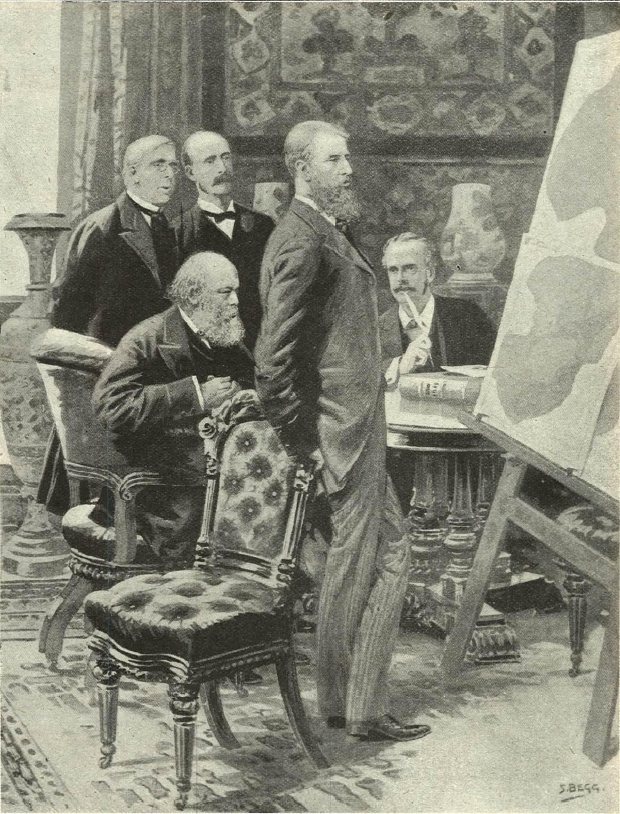
Réunion du Defence Committee (avec entre autres, Robert Arthur Talbot Gascoyne-Cecil, Henry Petty-FitzMaurice, Spencer Cavendish et Arthur Balfour) à Londres. Dessin de Samuel Begg
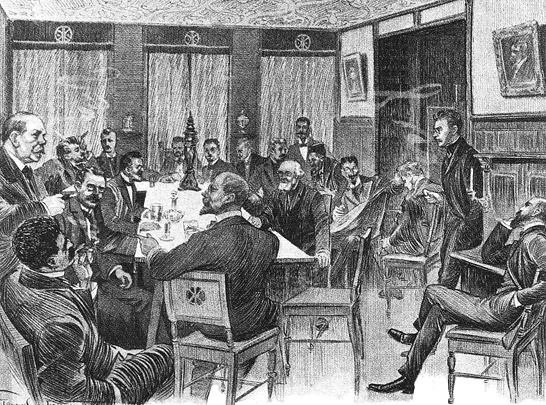
Le Konstnärsklubben (sv)
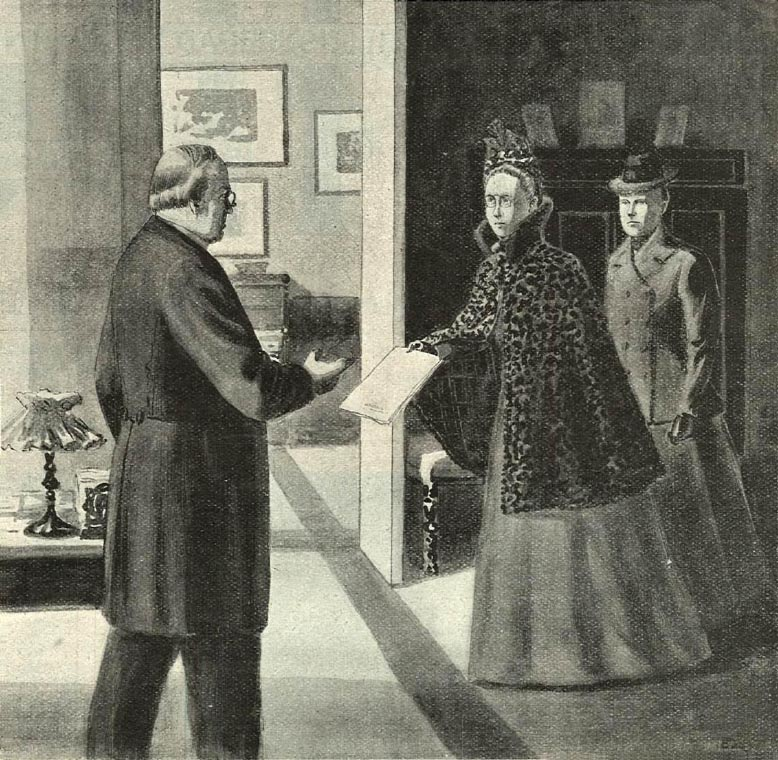
Erik Gustaf Boström reçoit une pétition de l'association Fredrika Bremer (Agda Montelius, Gertrud Adelborg) en faveur du droit de vote des femmes.
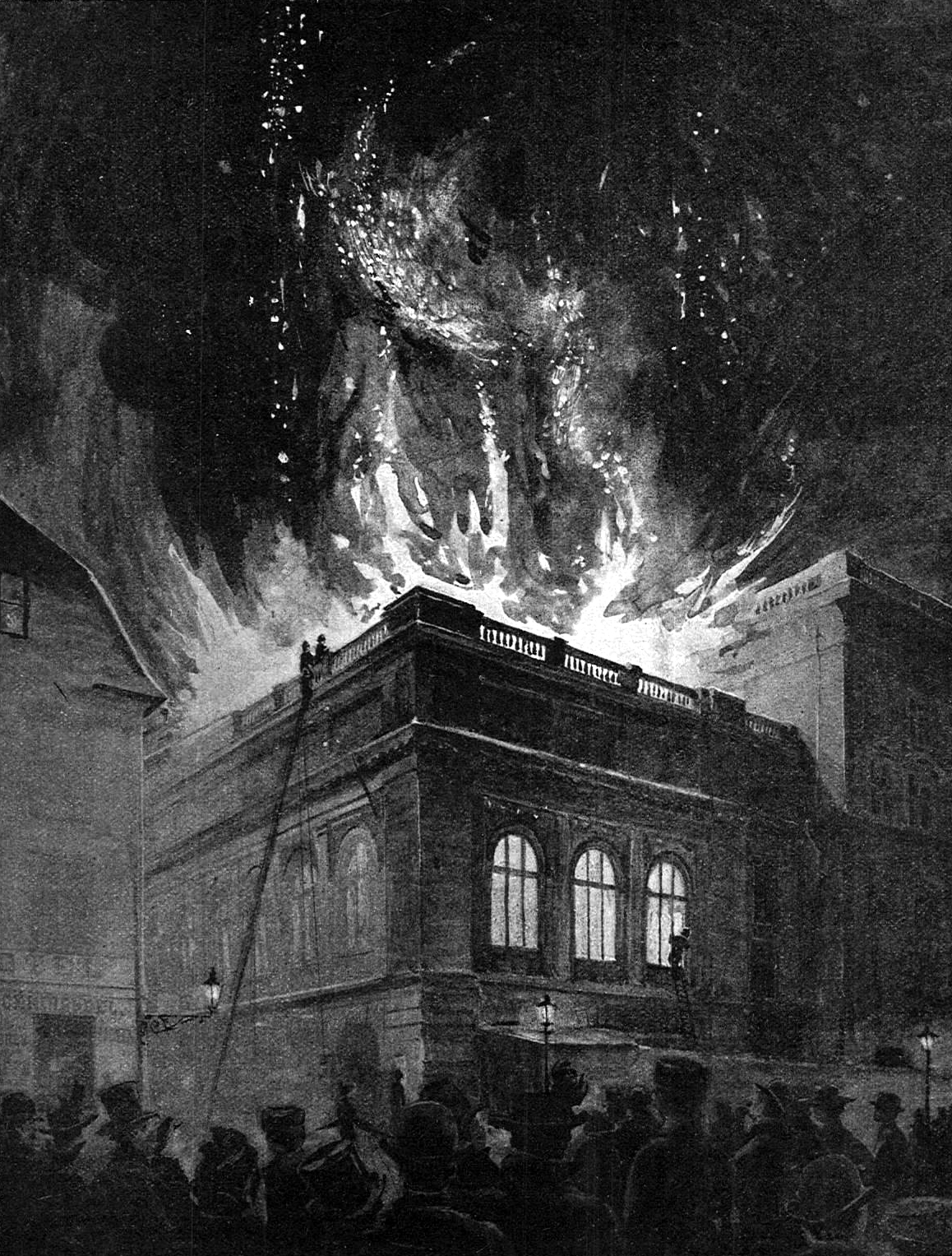
Incendie de l'hôtel W6 en 1899
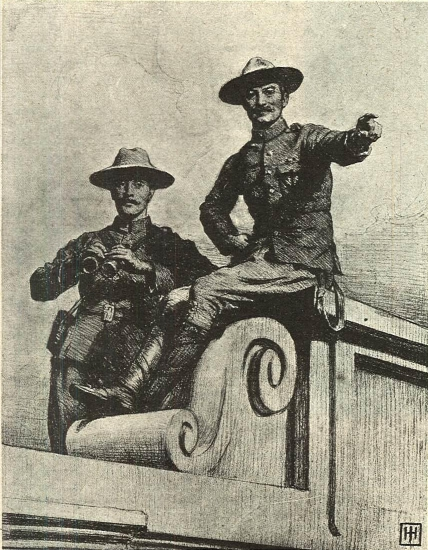
Lord Edward Cecil (en) et le colonel Baden-Powell lors de la seconde guerre des Boers

## Portraits

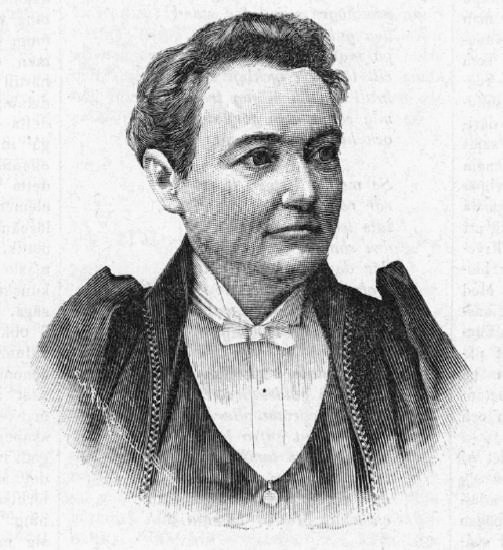
Kristina Larsson (sv)
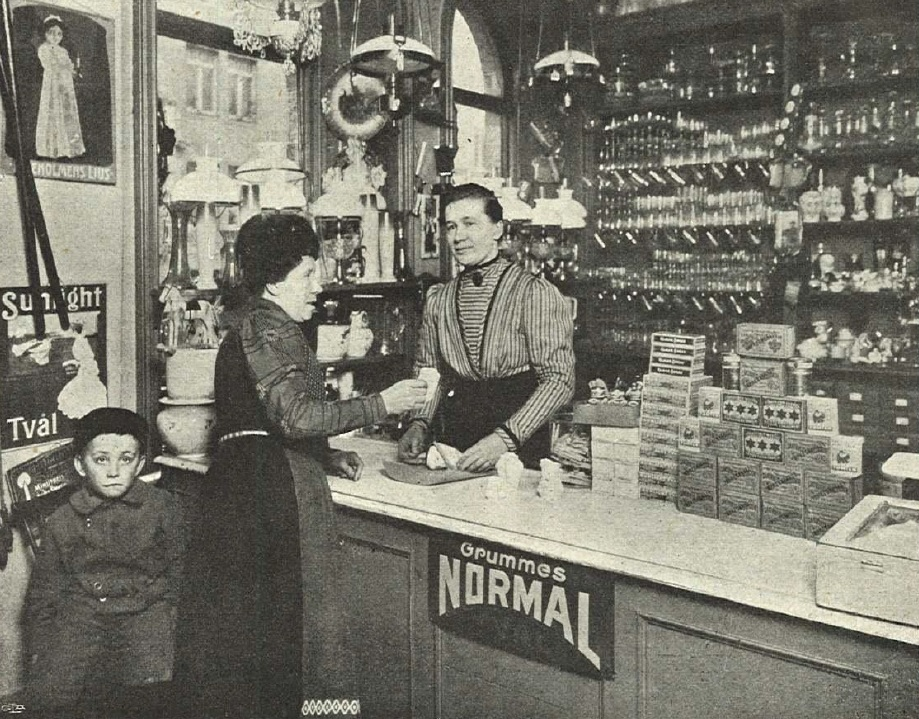
Gertrud Månsson (en)
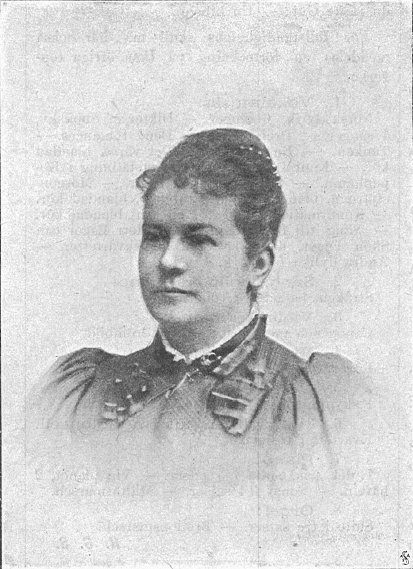
Ika Peyron
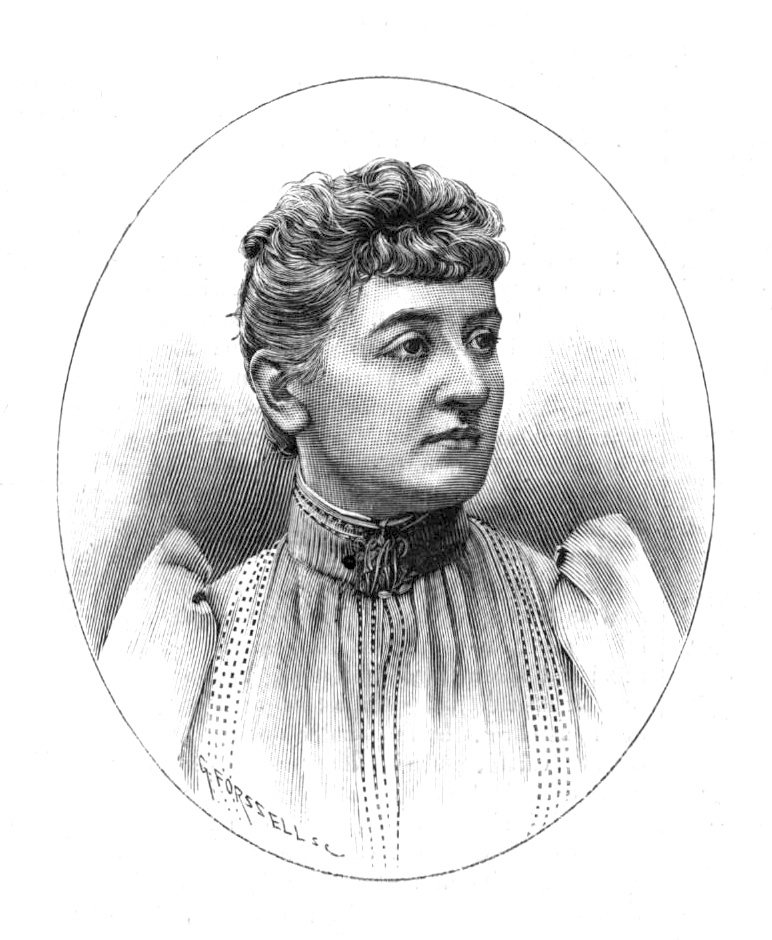
Vendela Andersson-Sörensen (sv)
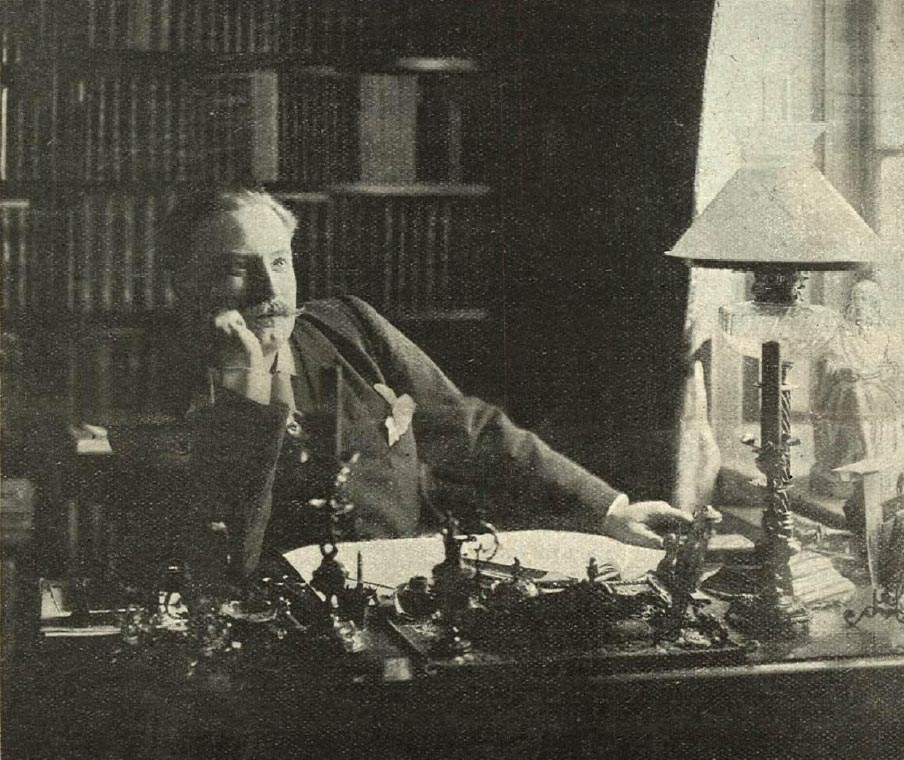
Nils Personne
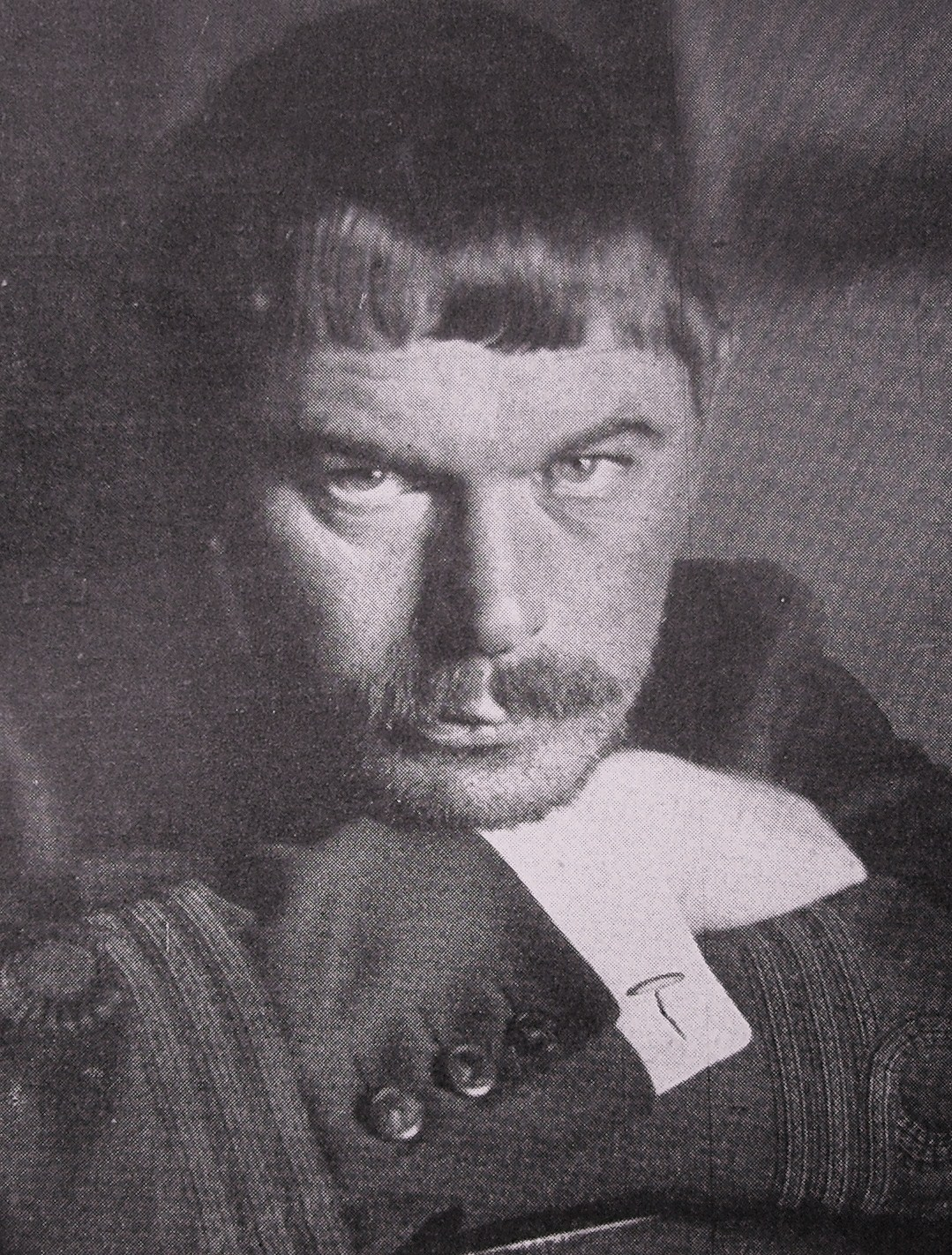
Albert Engström

## Sources de la traduction
- (sv) Cet article est partiellement ou en totalité issu de l’article de Wikipédia en suédois intitulé « Idun (tidning) » (voir la liste des auteurs).

- (en) Cet article est partiellement ou en totalité issu de l’article de Wikipédia en anglais intitulé « Idun (magazine) » (voir la liste des auteurs).